# Ilex khasiana
Ilex khasiana là một loài thực vật có hoa trong họ Aquifoliaceae. Loài này được Purkay. mô tả khoa học đầu tiên năm 1938.